# Asedio de Bergen op Zoom (1588)
El asedio de Bergen op Zoom, ciudad de los Países Bajos, tuvo lugar entre entre el 23 de septiembre y el 13 de noviembre de 1588 por parte de los  ejércitos españoles durante la Guerra de los Ochenta Años, retirándose finalmente de la ciudad ante las fuerzas de las Provincias Unidas. Fue el primero de los dos asedios a que se vio sometida la ciudad, con el mismo resultado en 1622. 

## Contexto
Desde 1568 se libraba en los Países Bajos la Guerra de los Ochenta Años, en la que los ejércitos de las Provincias Unidas intentaban conseguir su independencia del Imperio español.

## Asedio
El primer asedio fue una serie de tres ataques por sorpresa por las fuerzas del duque de Parma, Alejandro Farnesio, entre el 23 de septiembre y el 13 de noviembre de 1588. La ciudad estaba defendida por una guarnición anglo-holandesa bajo el mando del coronel Sir Thomas Morgan. El sitio terminó con la aparición de la armada holandesa bajo el mando de Mauricio de Nassau, que provocó la retirada de los españoles.

## Enlaces
- Geoffrey Parker estima que el 40 % de los soldados españoles desertaron: El hombre barroco

- Datos: Q2050622
- Multimedia: Siege of Bergen-op-Zoom 1588 / Q2050622